# Persone di cognome Campbell
| Questa pagina contiene informazioni ricavate automaticamente dalle voci biografiche con l'ausilio del template Bio e di un bot. L'aggiornamento è periodico e automatico e ricostruisce completamente la pagina. Se manca una persona in questa lista, sei pregato di non aggiungerla, ma accertati piuttosto che la sua voce biografica contenga il template Bio e che i dati anagrafici siano correttamente compilati. Se il template Bio manca, inseriscilo tu stesso o, in alternativa, metti l'avviso {{tmp\|Bio}} che ne segnala la mancanza. Se i dati riportati sono sbagliati, correggi direttamente la voce biografica; le modifiche saranno visibili in questa lista entro pochi giorni. Per chiarimenti vedi il progetto antroponimi. La lista contiene solo le 243 persone che sono citate nell'enciclopedia e per le quali è stato implementato correttamente il template Bio. Pagina aggiornata al 7 ago 2025. |

Questa è una lista di persone presenti nell'enciclopedia che hanno il cognome Campbell, suddivise per attività principale.

## Allenatori di calcio(2)
- Sol Campbell, allenatore di calcio e ex calciatore inglese (Plaistow, n. 1974)
- Alan Campbell, allenatore di calcio e ex calciatore scozzese (Arbroath, n. 1948)

## Architetti(1)
- Colen Campbell, architetto e scultore scozzese (n. 1676 - † 1729)

## Astronomi(2)
- Leon Campbell, astronomo statunitense (Cambridge, n. 1881 - Cambridge, † 1951)
- William Wallace Campbell, astronomo statunitense (Contea di Hancock, n. 1862 - San Francisco, † 1938)

## Attori(17)
- Eric Campbell, attore britannico (Dunoon, n. 1879 - Los Angeles, † 1917)
- Adam Campbell, attore britannico (Bath, n. 1980)
- Bruce Campbell, attore, produttore cinematografico e scrittore statunitense (Royal Oak, n. 1958)
- Alan Campbell, attore statunitense (Homestead, n. 1957)
- Christian Campbell, attore e fotografo canadese (Toronto, n. 1972)
- J. Kenneth Campbell, attore statunitense (Flushing, n. 1947)
- Larry Joe Campbell, attore statunitense (Cadillac, n. 1970)
- Nicholas Campbell, attore canadese (Toronto, n. 1952)
- Owen Campbell, attore statunitense (n. 1994)
- Paul Campbell, attore canadese (Vancouver, n. 1970)
- Richard Alan Campbell, attore statunitense
- Rob Campbell, attore statunitense
- Rohan Campbell, attore canadese (Calgary, n. 1997)
- Scott Michael Campbell, attore statunitense (Missoula, n. 1971)
- Webster Campbell, attore, regista e sceneggiatore statunitense (Kansas City, n. 1893 - Liberty, † 1972)
- Billy Campbell, attore statunitense (Charlottesville, n. 1959)
- William Campbell, attore statunitense (Newark, n. 1923 - Woodland Hills, † 2011)

## Attori pornografici(1)
- Alec Campbell, attore pornografico australiano (Brisbane)

## Attrici(11)
- Cheryl Campbell, attrice britannica (St Albans, n. 1949)
- Christa Campbell, attrice, modella e produttrice cinematografica statunitense (Grand Junction, n. 1973)
- Conchita Campbell, attrice canadese (Vancouver, n. 1995)
- Danielle Campbell, attrice statunitense (Chicago, n. 1995)
- Georgina Campbell, attrice britannica (Maidstone, n. 1992)
- Jessica Campbell, attrice statunitense (Tulsa, n. 1982 - Portland, † 2020)
- Julia Campbell, attrice statunitense (Huntsville, n. 1962)
- Luenell Campbell, attrice statunitense (Tollette, n. 1959)
- Margaret Campbell, attrice statunitense (Saint Louis, n. 1883 - Los Angeles, † 1939)
- Nell Campbell, attrice e cantante australiana (Sydney, n. 1953)
- Neve Campbell, attrice, ballerina e produttrice cinematografica canadese (Guelph, n. 1973)

## Bassisti(1)
- John Campbell, bassista statunitense (Richmond, n. 1972)

## Batteristi(2)
- Chris Campbell, batterista britannico (Birmingham, n. 1947)
- Sterling Campbell, batterista statunitense (New York, n. 1964)

## Biochimici(2)
- T. Colin Campbell, biochimico e nutrizionista statunitense (n. 1934)
- William Cecil Campbell, biochimico irlandese (Ramelton, n. 1930)

## Calciatori(30)
- Jeff Campbell, ex calciatore neozelandese (n. 1979)
- Allan Campbell, calciatore scozzese (Glasgow, n. 1998)
- Andre Campbell, ex calciatore giamaicano (Portmore, n. 1989)
- Andy Campbell, ex calciatore inglese (Middlesbrough, n. 1979)
- Austen Campbell, calciatore inglese (Hamsterley, n. 1901 - † 1981)
- Robert Campbell, calciatore e allenatore di calcio inglese (Liverpool, n. 1937 - Liverpool, † 2015)
- Chem Campbell, calciatore gallese (Birmingham, n. 2002)
- Danny Campbell, calciatore inglese (Oldham, n. 1944 - † 2020)
- David Campbell, ex calciatore nordirlandese (Eglinton, n. 1965)
- Dean Campbell, calciatore scozzese (Aberdeen, n. 2001)
- Dudley Campbell, ex calciatore inglese (Londra, n. 1981)
- Elijah Campbell, calciatore inglese (Manchester, n. 2004)
- Fraizer Campbell, ex calciatore inglese (Huddersfield, n. 1987)
- George Campbell, calciatore statunitense (Chester, n. 2001)
- Jamie Campbell, ex calciatore inglese (Birmingham, n. 1972)
- John James Campbell, calciatore scozzese (Glasgow, n. 1871 - Glasgow, † 1947)
- John M. Campbell, calciatore scozzese (Renton, n. 1869 - Sunderland, † 1906)
- Jonathan Campbell, ex calciatore statunitense (Greensboro, n. 1993)
- Josh Campbell, calciatore scozzese (Edimburgo, n. 2000)
- Kevin Campbell, calciatore inglese (Londra, n. 1970 - Manchester, † 2024)
- Noel Campbell, calciatore e allenatore di calcio irlandese (Dublino, n. 1949 - † 2022)
- Norman Campbell, calciatore giamaicano (Kingston, n. 1999)
- Robert McFaul Campbell, calciatore nordirlandese (Belfast, n. 1956 - Huddersfield, † 2016)
- Ross Campbell, ex calciatore scozzese (Edimburgo, n. 1987)
- Sergio Campbell, ex calciatore giamaicano (Clarendon, n. 1992)
- Shandre Campbell, calciatore sudafricano (n. 2005)
- Tyreece Campbell, calciatore giamaicano (Southwark, n. 2003)
- Tyrese Campbell, calciatore inglese (Cheadle Hulme, n. 1999)
- Ernie Campbell, ex calciatore australiano (Sydney, n. 1949)
- Cole Campbell, calciatore statunitense (Houston, n. 2006)

## Calciatrici(4)
- Eileen Campbell, calciatrice austriaca (Feldkirch, n. 2000)
- Julia Campbell, ex calciatrice neozelandese (n. 1965)
- Megan Campbell, calciatrice irlandese (Drogheda, n. 1993)
- Sashana Campbell, calciatrice giamaicana (Kingston, n. 1991)

## Canottieri(1)
- Alan Campbell, canottiere britannico (Coleraine, n. 1983)

## Cantanti(8)
- Jobriath, cantante statunitense (Filadelfia, n. 1946 - † 1983)
- Admiral T, cantante e rapper francese (Les Abymes, n. 1981)
- Ellie Campbell, cantante britannica (Brighton, n. 1975)
- Glen Campbell, cantante, polistrumentista e paroliere statunitense (Billstown, n. 1936 - Nashville, † 2017)
- Isobel Campbell, cantante e violoncellista britannica (Glasgow, n. 1976)
- John Campbell, cantante, chitarrista e compositore statunitense (Shreveport, n. 1952 - New York, † 1993)
- Tevin Campbell, cantante e pianista statunitense (Waxahachie, n. 1976)
- Ini Kamoze, cantante giamaicano (Port Maria, n. 1957)

## Cantautori(1)
- Prince Buster, cantautore giamaicano (Kingston, n. 1938 - Miami, † 2016)

## Cestiste(6)
- Michelle Campbell, ex cestista statunitense (Carson, n. 1974)
- Audrey Campbell, cestista canadese (Blutcher, n. 1932 - Saskatoon, † 2010)
- Devon Campbell, ex cestista canadese (Vancouver, n. 1982)
- Edna Campbell, ex cestista statunitense (Filadelfia, n. 1968)
- Mollie Campbell, ex cestista britannica (Rochdale, n. 1995)
- Michelle Campbell, ex cestista statunitense (Waterloo, n. 1984)

## Cestisti(16)
- Andy Campbell, ex cestista australiano (Melbourne, n. 1956)
- Kenton Campbell, cestista statunitense (n. 1926 - Maitland, † 1999)
- T.J. Campbell, cestista statunitense (Phoenix, n. 1988)
- Tony Campbell, ex cestista e allenatore di pallacanestro statunitense (Teaneck, n. 1962)
- Woody Campbell, cestista canadese (Tillsonburg, n. 1925 - Tillsonburg, † 2004)
- Antonio Campbell, cestista statunitense (Cincinnati, n. 1994)
- Bruce Campbell, cestista statunitense (New Haven, n. 1955 - † 2013)
- Dave Campbell, cestista canadese (Vancouver, n. 1925 - † 2015)
- Elden Campbell, ex cestista statunitense (Los Angeles, n. 1968)
- Eric Campbell, ex cestista statunitense (Thomasville, n. 1977)
- Folarin Campbell, ex cestista statunitense (Lanham, n. 1986)
- Fred Campbell, cestista, allenatore di pallacanestro e giocatore di baseball statunitense (n. 1920 - Austin, † 2008)
- Louis Campbell, ex cestista statunitense (Rahway, n. 1979)
- Marcus Campbell, ex cestista statunitense (Winter Haven, n. 1982)
- Michael Campbell, ex cestista statunitense (New York, n. 1975)
- Pete Campbell, ex cestista statunitense (Muncie, n. 1984)

## Chitarristi(3)
- Mike Campbell, chitarrista statunitense (Jacksonville, n. 1950)
- Phil Campbell, chitarrista britannico (Pontypridd, n. 1961)
- Vivian Campbell, chitarrista britannico (Belfast, n. 1962)

## Danzatori(1)
- Don Campbell, ballerino e coreografo statunitense (Saint Louis, n. 1951 - † 2020)

## Direttori d'orchestra(1)
- Enrique Bátiz Campbell, direttore d'orchestra e pianista messicano (Città del Messico, n. 1942 - † 2025)

## Dirigenti sportivi(1)
- Clarence Campbell, dirigente sportivo canadese (Fleming, n. 1905 - Montréal, † 1984)

## Doppiatori(1)
- Ken Hudson Campbell, doppiatore e attore statunitense (n. 1962)

## Editori(1)
- John Campbell, editore britannico (Scozia, n. 1653 - Boston, † 1728)

## Esploratori(1)
- Robert Campbell, esploratore statunitense (Contea di Tyrone, n. 1804 - Saint Louis, † 1879)

## Filosofi(1)
- George Campbell, filosofo e teologo britannico (Aberdeen, n. 1719 - Aberdeen, † 1796)

## Fisici(1)
- Albert Campbell, fisico britannico (Londonderry, n. 1862 - † 1954)

## Fotografi(1)
- Bob Campbell, fotografo britannico (Inghilterra, n. 1930 - Nairobi, † 2014)

## Fumettiste(1)
- Sophie Campbell, fumettista statunitense (Rochester, n. 1979)

## Fumettisti(1)
- Eddie Campbell, fumettista e disegnatore scozzese (n. 1955)

## Generali(2)
- Colin Campbell, generale britannico (Glasgow, n. 1792 - Chatham, † 1863)
- John Campbell, IV conte di Loudoun, generale britannico (Loudoun, n. 1705 - Loudoun, † 1782)

## Geologi(1)
- Colin Campbell, geologo britannico (Berlino, n. 1931 - Ballydehob, † 2022)

## Giocatori di baseball(1)
- Eric Campbell, ex giocatore di baseball statunitense (Norwich, n. 1987)

## Giocatori di football americano(15)
- Calais Campbell, giocatore di football americano statunitense (Denver, n. 1986)
- Colby Campbell, giocatore di football americano statunitense (n. 1998)
- Dan Campbell, ex giocatore di football americano e allenatore di football americano statunitense (Clifton, n. 1976)
- De'Vondre Campbell, giocatore di football americano statunitense (Fort Myers, n. 1993)
- Earl Campbell, ex giocatore di football americano statunitense (Tyler, n. 1955)
- Ibraheim Campbell, giocatore di football americano statunitense (Filadelfia, n. 1992)
- Jack Campbell, giocatore di football americano statunitense (Cedar Falls, n. 2000)
- Jason Campbell, ex giocatore di football americano statunitense (Laurel, n. 1981)
- Jihaad Campbell, giocatore di football americano statunitense (Erial, n. 2004)
- Joe Campbell, giocatore di football americano statunitense (Wilmington, n. 1955 - Eustis, † 2023)
- Mark Campbell, ex giocatore di football americano statunitense (Clawson, n. 1975)
- Rich Campbell, ex giocatore di football americano statunitense (Miami, n. 1958)
- Tommie Campbell, giocatore di football americano statunitense (Aliquippa, n. 1987)
- Tyson Campbell, giocatore di football americano statunitense (Plantation, n. 2000)
- Will Campbell, giocatore di football americano statunitense (Monroe, n. 2004)

## Giocatori di lacrosse(1)
- Doc Campbell, giocatore di lacrosse canadese (Orangeville, n. 1878 - Orangeville, † 1972)

## Giornalisti(2)
- Alastair Campbell, giornalista, conduttore televisivo e politico britannico (n. 1957)
- Bartley Campbell, giornalista e commediografo statunitense (Pittsburgh, n. 1843 - Middletown, † 1888)

## Hockeisti su ghiaccio(6)
- Bryan Campbell, ex hockeista su ghiaccio canadese (Sudbury, n. 1944)
- Brian Campbell, ex hockeista su ghiaccio canadese (Strathroy-Caradoc, n. 1979)
- Jack Campbell, hockeista su ghiaccio statunitense (Port Huron, n. 1992)
- Peter Campbell, ex hockeista su ghiaccio canadese (Gloucester, n. 1979)
- Scott Campbell, ex hockeista su ghiaccio canadese |NazionalitàNaturalizzato= britannico (Glasgow, n. 1972)
- Scott Campbell, hockeista su ghiaccio canadese (Toronto, n. 1957 - Guelph, † 2022)

## Infermiere(1)
- Edith Campbell, infermiera canadese (Montréal, n. 1871 - † 1951)

## Linguisti(1)
- Lyle Campbell, linguista statunitense (Oregon, n. 1942)

## Mercanti(1)
- Colin Campbell, mercante britannico (Edimburgo, n. 1686 - Göteborg, † 1757)

## Militari(4)
- John Campbell, IX duca Argyll, militare e politico britannico (Londra, n. 1845 - Cowes, † 1914)
- Kenneth Campbell, militare e aviatore scozzese (Saltcoats, n. 1917 - Brest, † 1941)
- Pedro Campbell, militare e marinaio irlandese (Tipperary, n. 1782 - Pilar, † 1832)
- Victor Campbell, militare e esploratore britannico (Brighton, n. 1875 - Corner Brook, † 1956)

## Modelle(5)
- Edie Campbell, supermodella inglese (Westminster, n. 1990)
- Erica Campbell, modella e ex attrice pornografica statunitense (Deerfield, n. 1981)
- Jesinta Campbell, modella australiana (Gold Coast, n. 1991)
- Mary Katherine Campbell, modella statunitense (Columbus, n. 1905 - † 1990)
- Naomi Campbell, supermodella, attrice e cantante britannica (Streatham, n. 1970)

## Multiplisti(1)
- Milt Campbell, multiplista statunitense (Plainfield, n. 1933 - Gainesville, † 2012)

## Musicisti(3)
- Junior Campbell, musicista, cantautore e compositore scozzese (Glasgow, n. 1947)
- DJ Kool Herc, musicista, disc jockey e produttore discografico giamaicano (Kingston, n. 1955)
- Little Milton, musicista e cantante statunitense (Inverness, n. 1934 - Memphis, † 2005)

## Nobildonne(2)
- Elizabeth Lucy Campbell, nobildonna inglese (n. 1822 - † 1898)
- Frances Campbell, nobildonna scozzese (Londra, n. 1858 - Londra, † 1931)

## Nobili(6)
- Archibald Campbell, I marchese di Argyll, nobile scozzese (n. 1607 - Edimburgo, † 1661)
- Archibald Campbell, I duca di Argyll, nobile scozzese (n. 1658 - † 1703)
- John Campbell, II duca di Argyll, nobile e militare scozzese (Petersham, n. 1678 - Sudbrook, † 1743)
- John Campbell, V duca di Argyll, nobile e ufficiale scozzese (n. 1723 - Castello di Inveraray, † 1806)
- John Campbell, VII duca di Argyll, nobile e politico scozzese (Londra, n. 1777 - Inveraray, † 1847)
- John Campbell, I marchese di Breadalbane, nobile e militare scozzese (Kenmore, n. 1762 - Kenmore, † 1834)

## Nuotatrici(3)
- Bronte Campbell, nuotatrice australiana (Blantyre, n. 1994)
- Cate Campbell, ex nuotatrice australiana (Blantyre, n. 1992)
- Jeanette Campbell, nuotatrice argentina (Saint-Jean-de-Luz, n. 1916 - Buenos Aires, † 2003)

## Ostacolisti(1)
- Tonie Campbell, ex ostacolista statunitense (Los Angeles, n. 1960)

## Pallanuotisti(4)
- Peter Campbell, pallanuotista statunitense (Salt Lake City, n. 1960 - Lake Arrowhead, † 2023)
- Jeff Campbell, ex pallanuotista statunitense (Salt Lake City, n. 1962)
- Jody Campbell, ex pallanuotista statunitense (Bellflower, n. 1960)
- Richie Campbell, pallanuotista australiano (Waratah, n. 1987)

## Pallavoliste(1)
- Elizabeth Campbell, pallavolista statunitense (Valencia, n. 1994)

## Pattinatori di short track(1)
- Derrick Campbell, ex pattinatore di short track canadese (Cambridge, n. 1972)

## Pesisti(1)
- Rajindra Campbell, pesista giamaicano (n. 1996)

## Piloti automobilistici(3)
- Donald Campbell, pilota automobilistico britannico (Kingston upon Thames, n. 1921 - Coniston Water, † 1967)
- Malcolm Campbell, pilota automobilistico britannico (Chislehurst, n. 1885 - Reigate, † 1948)
- Matt Campbell, pilota automobilistico australiano (Warwick, Queensland, n. 1995)

## Piloti motociclistici(1)
- Keith Campbell, pilota motociclistico australiano (Melbourne, n. 1931 - Cadours, † 1958)

## Poeti(4)
- Roy Campbell, poeta e scrittore sudafricano (Durban, n. 1901 - Setúbal, † 1957)
- James Edwin Campbell, poeta, editore e saggista statunitense (Pomeroy, n. 1867 - † 1896)
- Thomas Campbell, poeta e drammaturgo scozzese (Glasgow, n. 1777 - Boulogne-sur-Mer, † 1844)
- William Wilfred Campbell, poeta canadese (Berlino, n. 1858 - Ottawa, † 1918)

## Politiche(1)
- Kim Campbell, politica canadese (Port Alberni, n. 1947)

## Politici(15)
- Archibald Campbell, VII conte di Argyll, politico e generale scozzese (n. 1575 - Londra, † 1638)
- Archibald Campbell, IX conte di Argyll, politico e militare scozzese (Dalkeith, n. 1629 - Edimburgo, † 1685)
- Ben Nighthorse Campbell, politico e judoka statunitense (Auburn, n. 1933)
- Colin Campbell, VI conte di Argyll, politico scozzese († 1584)
- David Campbell, politico statunitense (n. 1779 - Abingdon, † 1859)
- George Douglas Campbell, VIII duca di Argyll, politico scozzese (Ardencaple Castle, n. 1823 - Inveraray, † 1900)
- George Washington Campbell, politico statunitense (Tongue, n. 1769 - Nashville, † 1848)
- George Campbell, VI duca di Argyll, politico e nobile scozzese (n. 1768 - Inveraray, † 1839)
- James Campbell, politico statunitense (Filadelfia, n. 1812 - Filadelfia, † 1893)
- John Archibald Campbell, politico, militare e giurista statunitense (Washington, n. 1811 - Baltimora, † 1889)
- John Campbell, I barone Campbell, politico britannico (Cupar, n. 1779 - Londra, † 1861)
- John Campbell, I conte di Breadalbane, politico scozzese (n. 1636 - † 1717)
- Ronnie Campbell, politico britannico (Tynemouth, n. 1943 - Londra, † 2024)
- Thomas Edward Campbell, politico statunitense (Prescott, n. 1878 - Phoenix, † 1944)
- Menzies Campbell, politico britannico (Glasgow, n. 1941)

## Pugili(3)
- Frankie Campbell, pugile statunitense (Hibbing, n. 1904 - San Francisco, † 1930)
- Luke Campbell, ex pugile e politico inglese (Kingston upon Hull, n. 1987)
- Nate Campbell, pugile statunitense (Jacksonville, n. 1972)

## Rapper(4)
- K Camp, rapper statunitense (Milwaukee, n. 1990)
- Jibbs, rapper statunitense (Saint Louis, n. 1990)
- Freddie Foxxx, rapper e produttore discografico statunitense (Long Island, n. 1969)
- Ice MC, rapper e ex ballerino britannico (Nottingham, n. 1965)

## Registi(3)
- Colin Campbell, regista, sceneggiatore e attore scozzese (Scozia, n. 1859 - Hollywood, † 1928)
- Martin Campbell, regista neozelandese (Hastings, n. 1943)
- William Campbell, regista e sceneggiatore statunitense (Ashley, n. 1884 - Woodland Hills, † 1972)

## Rugbisti a 15(1)
- Bill Campbell, ex rugbista a 15 e medico australiano (Brisbane, n. 1961)

## Saggisti(1)
- Joseph Campbell, saggista e storico delle religioni statunitense (White Plains, n. 1904 - Honolulu, † 1987)

## Scacchisti(1)
- Joseph G. Campbell, scacchista e compositore di scacchi irlandese (Cookstown, n. 1830 - Londra, † 1891)

## Sceneggiatori(1)
- Alan Campbell, sceneggiatore statunitense (Richmond, n. 1904 - West Hollywood, † 1963)

## Schermitrici(1)
- Lindsay Campbell, schermitrice statunitense (n. 1981)

## Sciatrici alpine(1)
- Ashley Campbell, sciatrice alpina canadese (n. 2002)

## Scrittori(3)
- Alan Campbell, scrittore scozzese (Falkirk, n. 1971)
- Angus Peter Campbell, romanziere e poeta scozzese (South Boisdale, n. 1952)
- Ramsey Campbell, scrittore britannico (Liverpool, n. 1946)

## Scrittrici(1)
- Bonnie Jo Campbell, scrittrice statunitense (Kalamazoo, n. 1962)

## Sollevatrici(1)
- Emily Campbell, sollevatrice britannica (Nottingham, n. 1994)

## Storici(1)
- Ian L. Campbell, storico britannico (n. 1945)

## Storici dell'arte(1)
- Lorne Campbell, storico dell'arte scozzese (Stirling, n. 1946)

## Tastieristi(1)
- David Campbell, tastierista, compositore e produttore discografico canadese (Toronto, n. 1948)

## Tennisti(3)
- Craig Campbell, ex tennista sudafricano (Città del Capo, n. 1963)
- Oliver Campbell, tennista statunitense (Brooklyn, n. 1871 - Campbellton, † 1953)
- Steve Campbell, ex tennista statunitense (Buffalo, n. 1970)

## Velisti(1)
- Charles Campbell, velista britannico (n. 1881 - † 1948)

## Velociste(1)
- Juliet Campbell, ex velocista giamaicana (Kingston, n. 1970)

## Velocisti(3)
- Darren Campbell, ex velocista britannico (Manchester, n. 1973)
- Colin Campbell, velocista e bobbista britannico (Londra, n. 1946 - Londra, † 2024)
- Milton Campbell, ex velocista statunitense (Atlanta, n. 1976)

## Vescovi cattolici(2)
- Charles Allieu Matthew Campbell, vescovo cattolico sierraleonese (Njala, n. 1961)
- Michael Gregory Campbell, vescovo cattolico britannico (Larne, n. 1941)

## Violiniste(1)
- Caroline Campbell, violinista statunitense (Albany, n. 1980)

## Senza attività specificata(2)
- Alexander Campbell, ex ballerino e direttore artistico australiano (Sydney, n. 1986)
- Duncan Campbell, ex snowboarder neozelandese (Dunedin, n. 1997)